# بيتر ثيل
بيتر أندرياس ثيل  (بالإنجليزية: Peter Thiel)‏(ولد في 11 أكتوير 1967) هو رائد أعمال، مستثمر رأسمالي، ومدير محفظة وقائية، وناقد اجتماعي. شارك ثيل في تأسيس باي بال مع كل من ماكس ايفيشن وإيلون ماسك. وعمل كرئيسها التنفيذي.
أسس أيضًا بالانتير التي هو رئيسها. كان أول مستثمر خارجي لفيس بوك، شبكة التواصل الاجتماعي المشهورة، مع حصة 10.2% مكتسبة في 2004 ب$500,000، ودخل إلى مجلس مدراء الشركة.
احتل ثيل المرتبة #293 في فوربس 400 عام 2011، مع ثروة صافية تقدر ب $1.5 مليار منذ مارس 2012. احتل المرتبة #4 في قائمة فوربس ميداس لعام 2014 ب$2.2 مليار. يعيش ثيل في سان فرانسيسكو.

## نشأته

### مرحلة الطفولة
وُلد بيتر أندرياس ثيل في فرانكفورت أم ماين في ألمانيا الغربية في 11 أكتوبر 1967، والداه هما سوزان وكلاوس فريدريش ثيل. هاجرت عائلته إلى الولايات المتحدة الأمريكية عندما كان بيتر في عامه الأول وعاش في كليفلاند حيث عمل والده كلاوس مهندسًا كيميائيًا. ثم عمل في العديد من شركات التعدين، ما تسبب في تنقل ثيل وشقيقه الأصغر باتريك مايكل ثيل بكثرة. حصلت والدته على الجنسية الأمريكية لكن والده لم يحصل عليها.

### التعليم
برع ثيل في الرياضيات، وحقق المركز الأول في مسابقة للرياضيات أقيمت على مستوى كاليفورنيا أثناء دراسته بمدرسة بوديتش المتوسطة في فوستير سيتي. قرأ كتب آين راند في مدرسة سان ماتيو الثانوية، وأبدى إعجابه بتفاؤل رونالد ريغن ومناهضته للشيوعية، وكان متفوقًا في سنة التخرج في عام 1985.
واصل ثيل دراسة الفلسفة في جامعة ستانفورد بعد تخرجه من مدرسة سان ماتيو الثانوية. أقيمت مناقشات حول سياسات الهوية والصوابية السياسية في جامعة ستانفورد خلال فترة دراسة ثيل فيها. استبدل برنامج (الحضارة الغربية) الذي انتقدته أجندة راينبو بسبب التمثيل المفرط للإنجازات التي حققها الأوروبيون ببرنامج (الثقافة والأفكار والقيم) الذي تحدث بدلًا من ذلك عن التنوع والتعددية الثقافية. أثار هذا الاستبدال جدلاً في الحرم الجامعي، وأدى إلى إنشاء ثيل لمجلة ستانفورد ريفيو في عام 1987، وهي مجلة لعرض وجهات النظر المحافظة والليبرتارية بتمويل من إرفنج كرستول.
شغل ثيل منصب رئيس تحرير مجلة ستانفورد ريفيو حتى حصل على بكالوريوس الآداب في عام 1989، تولى بعد هذه المرحلة صديقه ديفيد ساكس رئاسة التحرير. تابع ثيل مسيرته في كلية الحقوق بجامعة ستانفورد، وحصل على درجة الدكتوراه في الحقوق عام 1992.
قابل ثيل أثناء وجوده في ستانفورد رينيه جيرارد وتأثر بنظريته عن التقليد. تفترض نظرية التقليد أن السلوك البشري يعتمد على التقليد، وأن التقليد يمكن أن يولد صراعًا لا فائدة منه. لاحظ جيرارد الإمكانات الإنتاجية للمنافسة: «بسبب هذه القدرة الهامة على تشجيع المنافسة ضمن حدود اجتماعية حصلنا على جميع هذه الإنجازات المدهشة في العالم الحديث»، لكنها نصّت على أن المنافسة تعيق التقدم بمجرد أن تصبح المنافسة غاية في حد ذاتها: «المتنافسون مستعدون لنسيان أي شيء يمثل جوهر التنافس ليصبوا تركيزهم على بعضهم».
طبق ثيل هذه النظرية على حياته الشخصية ومشاريعه التجارية، مشيرًا إلى أن: «المشكلة الأساسية في المنافسة هي جذب تركيزنا على الأشخاص من حولنا، وبينما نركز في الأمور التي نتنافس عليها فإننا نغفل عن أي شيء مهم ذو معنى حقيقي في عالمنا».

## مهنيًا

### بداياته المهنية
عمل ثيل بعد تخرجه من كلية الحقوق بجامعة ستانفورد كتابًا لدى القاضي جيمس لاري إدموندسون في محكمة الاستئناف بالولايات المتحدة في الدائرة الحادية عشرة. عمل ثيل بعد تدربه مع القاضي إدموندسون محاميًا في سندات الضمان في شركة سوليوان وكرامول في نيويورك. غادر مكتب المحاماة بعد سبعة أشهر وثلاثة أيام بسبب عدم إحساسه بوجود قيمة حقيقية لسندات الضمان التي يعمل بها. ثم عمل تاجر عقود اشتقاقية في خيارات العملة في بنك كريدي سويس، حيث عمل هناك منذ عام 1993، بينما عمل أيضًا كاتب خطابات لوزير التعليم السابق في الولايات المتحدة الأمريكية وليام بينيت، قبل أن يشعر مجددًا أن عمله يفتقر إلى هدف حقيقي. عاد إلى كاليفورنيا في عام 1996.
لاحظ ثيل عند عودته إلى منطقة خليج سان فرانسيسكو أن تطور الإنترنت والكمبيوتر الشخصي قد غيّر بالفعل المشهد الاقتصادي وأن طفرة الإنترنت تحدث بالفعل. تمكن من جمع مليون دولار بدعم مالي من الأصدقاء والعائلة، وبدأ في إدارة رأس ماله الاستثماري. عانى في البداية نكسة بعد أن استثمر مئة ألف دولار في مشروع تقويم (تأريخ) لصديقه لوك نوسك غير الناجح. ومع ذلك فقد تغير حظه عندما أطلعه ماكس ليفشين صديق نوسك على فكرة شركته المتعلقة بالتشفير، فأصبحت مشروعهم الأول المسمى كونفينيتي في عام 1998.

### باي بال
أدرك ثيل من خلال شركة كونفينيتي أن بإمكانهم تطوير برامج لسد فجوة إرسال الأموال عبر الإنترنت. وعلى الرغم من أن استخدام بطاقات الائتمان وتوسيع شبكات ماكينات الصرف الآلي وفر للمستهلكين المزيد من خيارات الدفع، لم يكن ممكنًا لجميع التجار الحصول على الأجهزة اللازمة لعمل بطاقات الائتمان. لذا غالبًا ما تُرك المستهلكون دون خيار وكان عليهم بدلاً من ذلك الدفع نقدًا أو بشيكات شخصية. أراد ثيل إنشاء نوع من المحفظة الرقمية لضمان مزيد من الراحة والأمان للمستهلك عبر تشفير البيانات على الأجهزة الرقمية، وأطلقت شركة كونفينيتي في عام 1999 باي بال.
وعد باي بال بإتاحة إمكانيات جديدة للتعامل مع الأموال، ووفقًا لإريك إم جاكسون في كتابه حروب باي بال: رأى ثيل أن مهمة باي بال هي تحرير الناس في جميع أنحاء العالم من تآكل قيمة عملاتهم بسبب التضخم.
أرسل ممثلو شركة نوكيا ودويتشه بنك مبلغ 3 ملايين دولار عندما أُطلق باي بال في مؤتمر صحفي ناجح في عام 1999 على شكل تمويل لمشروع ثيل لاستخدام باي بال على أجهزة بالم بيلوت. ثم واصل باي بال نموه من خلال دمجه في عام 2000 مع شركة الخدمات المالية إكس كوم المملوكة لإيلون ماسك، ومع بيكسو وهي شركة متخصصة في تجارة الهواتف المحمولة. سمح ذلك لباي بال بالتوسع في سوق الهواتف اللاسلكية وطورتها لتكون أكثر أمانًا وأكثر سهولة في الاستخدام عبر تمكين المستخدمين من تحويل الأموال من خلال تسجيل مجاني عبر الإنترنت والبريد الإلكتروني بدلاً من تبادل معلومات الحساب المصرفي.
طُرحت خدمات باي بال للجمهور في 15 فبراير عام 2002 وبيع إلى إيباي مقابل 1.5 مليار دولار في أكتوبر من ذلك العام. بقي ثيل الرئيس التنفيذي للشركة حتى بيعها. بلغت قيمة حصته البالغة 3.7٪ في الشركة 55 مليون دولار. يدعى ثيل في وادي السيليكون باسم «دون مافيا باي بال».

## روابط خارجية
- بيتر ثيل على موقع IMDb (الإنجليزية)
- بيتر ثيل على موقع الموسوعة البريطانية (الإنجليزية)
- بيتر ثيل على موقع مونزينجر (الألمانية)
- بيتر ثيل على موقع إن إن دي بي (الإنجليزية)
- بيتر ثيل على موقع قاعدة بيانات الفيلم (الإنجليزية)
- بيتر ثيل على موقع الاتحاد الدولي للشطرنج (الإنجليزية)
- بيتر ثيل على موقع مباريات الشطرنج (الإنجليزية)
- بيتر ثيل على موقع 365Chess.com (الإنجليزية)
- بيتر ثيل على موقع Chesstempo.com (الإنجليزية)
- بيتر ثيل على موقع الاتحاد الأمريكي للشطرنج (الإنجليزية)